# Dichogama gudmanni
Dichogama gudmanni is een vlinder uit de familie van de grasmotten (Crambidae). De wetenschappelijke naam van de soort is voor het eerst gepubliceerd door Wilhelm von Hedemann.
De soort komt voor in de Amerikaanse Maagdeneilanden.